# Stéblová

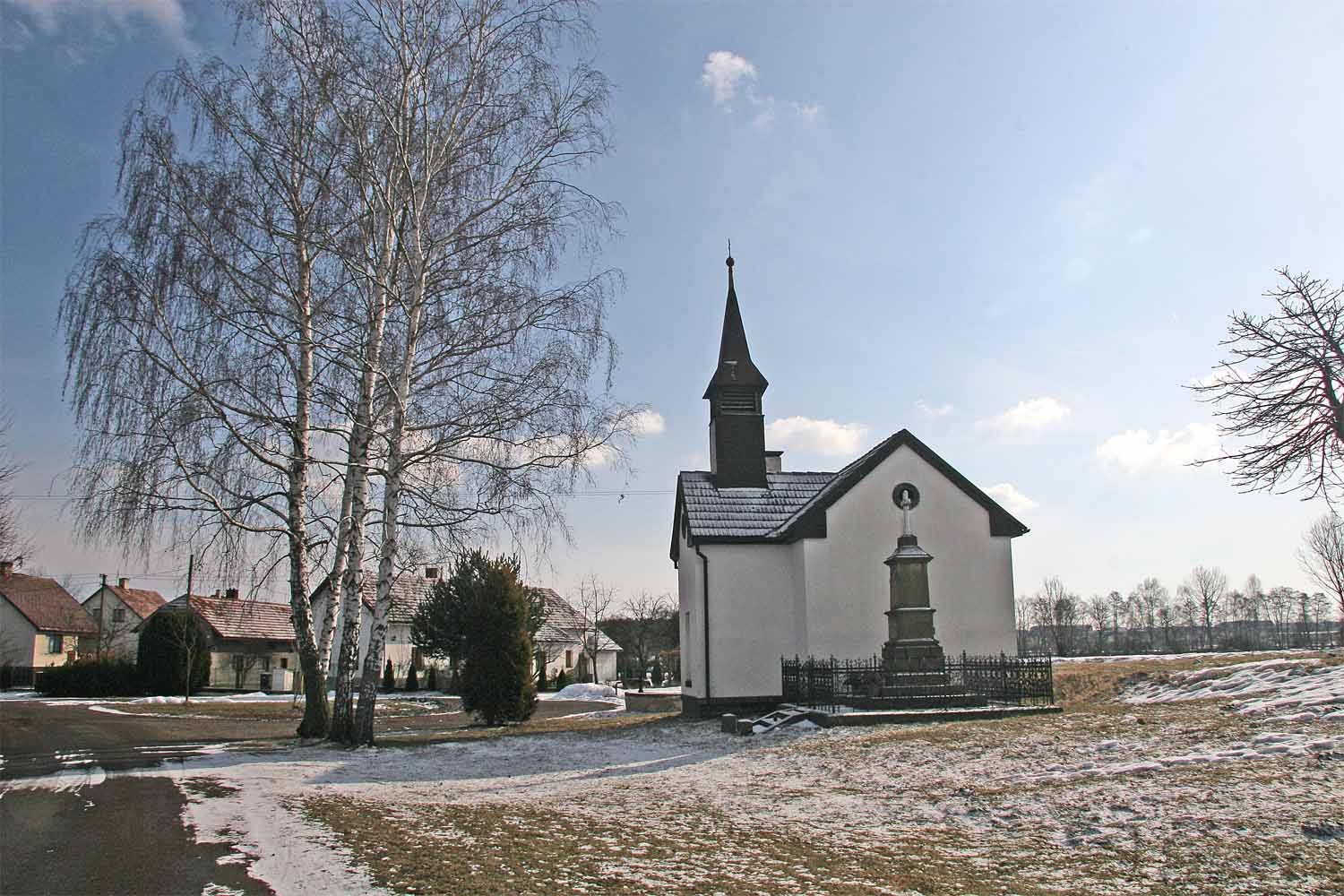
Spritzenhaus und Kreuz

Stéblová (deutsch Steblowa) ist eine Gemeinde im Okres Pardubice in Tschechien. Sie liegt sieben Kilometer nördlich des Stadtzentrums von Pardubice.

## Geographie
Stéblová befindet sich rechtsseitig des Grabens Velká strouha in der Pardubická kotlina (Pardubitzer Becken). Nordwestlich des Dorfes erstreckt sich ein ausgedehntes Teichgebiet mit den drei Oplatíl-Teichen und dem Teich Hrádek. Im Südwesten erhebt sich der Rücken Stéblovská stráň (233 m n.m.). Östlich des Dorfes verläuft die Bahnstrecke Pardubice–Liberec, dahinter die Silnice I/37. Anderthalb Kilometer nordöstlich des Dorfes liegt der Bahnhof Stéblová.
Nachbarorte sind Nové Ždánice, Ždánický Dvůr, Podůlšany, Malá Čeperka und Čeperka im Norden, Hrobice und Dříteč im Nordosten, Němčice im Osten, Srch und Staré Hradiště im Südosten, Ohrazenice, Doubravice und Pohránov im Süden, Hrádek, Boudy und Lázně Bohdaneč im Südwesten, Bukovka und Habřinka im Westen sowie Dolany und Plch im Nordwesten.

## Geschichte
Stéblová gehörte zu den Besitzungen des Benediktinerklosters Opatowitz. Erstmals schriftlich erwähnt wurde das Dorf im Jahre 1385, als ein Teil seiner Erlöse der Heiliggeist-Kirche in Königgrätz zugeschrieben wurden. Nachdem das Kloster während der Hussitenkriege im Jahre 1421 zerstört worden war, überschrieb König Sigismund Stéblová zusammen mit weiteren ehemaligen Klosterdörfern als Pfandbesitz an Diviš Bořek von Miletínek, der daraus die Herrschaft Kunburg bildete. Wilhelm von Pernstein, der 1491 die Herrschaften Kunburg und Pardubitz erworben hatte, ließ zwischen 1498 und 1521 den Opatowitzer Kanal zur Zuführung von Elbwasser in die Pardubitzer Fischteiche graben. In den 1540er Jahren wurden zwischen Ždánice, Srch und Čeperka am Kanal die beiden großen Fischteiche Oplatíl und Velká Čeperka angelegt. Mit dem Oplatíl wurden die Dörfer Stéblová, Velké Kavčiny, Malé Kavčiny und Černá pod Čeperkou überflutet.
Da der größte Teil der Felder von Stéblová außerhalb der Teichstätte blieb, ließen Johann von Pernsteins Söhne das Dorf 1549 unterhalb des südöstlichen Seitendammes des Oplatíl neu aufbauen. Zu dieser Zeit bestand Stéblová aus zwei Bauern und sieben Häuslern. 1560 verkaufte Jaroslav von Pernstein die Herrschaft Kunburg an König Ferdinand I.
Im Jahre 1835 bestand das im Chrudimer Kreis gelegene Dorf Steblowa aus 26 Häusern, in denen 194 Personen, darunter eine protestantische Familien, lebten. Steblowa gehörte zum Sprengel des Wositzer Pfarrers und war zur Lokalkirche in Zdanitz eingepfarrt. Bis zur Mitte des 19. Jahrhunderts blieb Steblowa der k.k. Kameralherrschaft Pardubitz untertänig.
Nach der Aufhebung der Patrimonialherrschaften bildete Stéblová ab 1849 eine Gemeinde im Gerichtsbezirk Pardubitz. Zwischen 1856 und 1857 erfolgte durch die Süd-Norddeutsche Verbindungsbahn der Bau der Eisenbahn zwischen Pardubitz und Josefstadt, die den Teich Velká Čeperka auf einem Damm durchquerte. Ab 1868 gehörte die Gemeinde zum Bezirk Pardubitz. Zum Ende des 19. Jahrhunderts gehörten zu Stéblová die Ortsteile Na Oplatile, U Nádraží und Ždánický Dvůr. Im Jahre 1900 bestand das Dorf aus 31 Häusern, 1930 waren es 40. 1949 wurde Stéblová dem Okres Pardubice-okolí zugeordnet; dieser wurde im Zuge der Gebietsreform von 1960 aufgehoben, seitdem gehört das Dorf zum Okres Pardubice. Am 14. November 1960 kollidierten südlich von Stéblová zwei Personenzüge; der Eisenbahnunfall von Stéblová mit 118 Toten und 110 Verletzten gilt als das schwerste Zugunglück in der Tschechoslowakei. 1976 wurde Stéblová nach Srch eingemeindet. Am 24. November 1990 löste sich Stéblová wieder von Srch los und bildete eine eigene Gemeinde.

## Gemeindegliederung
Für die Gemeinde Stéblová sind keine Ortsteile ausgewiesen. Zu Stéblová gehört die Einschicht Boudy (Bauda).

## Sehenswürdigkeiten
- Sandsteinkreuz am südlichen Ende des Dorfplatzes, errichtet 1899 anlässlich des 50. Thronjubiläums von Kaiser Franz Joseph I. anstelle eines Holzkreuzes. Es ist von einem gusseisernen Zaum umgeben
- Spritzenhaus mit Glockentürmchen, erbaut in der ersten Hälfte des 20. Jahrhunderts
- Gedenkstein an den Eisenbahnunfall von 1960, südlich des Dorfes. Er befindet sich 80 m von der Unfallstelle entfernt und wurde im Jahre 2000 durch die Gemeinde anstelle eines schadhaft gewordenen Kreuzes aufgestellt.
- Baggersee Hrádek, westlich des Dorfes, er entstand aus einem Kiesabbau auf der Teichstätte des Fischteiches Oplatíl und wird als Badegewässer und zur Trinkwassergewinnung der Stadt Pardubice genutzt.